# Live electronic music
La live electronic music est une représentation musicale qui utilise des sons ou des instruments électroniques joués en direct, généralement en situation de concert, par opposition à la musique électronique enregistrée. L'interprétation musicale et le jeu instrumental sont exécutés en direct, et peuvent intervenir par exemple sur le phrasé, la nuance, par des variations de timbre ou de vitesse, de durée ou encore de hauteur. Elle est parfois comparée au jazz, par sa capacité à insuffler de la vie dans une musique dite de machine. L'usage d'effets (traitement électronique du signal sonore) fait partie des modalités de modification des propriétés du son.
Le terme s'oppose souvent à des concerts de musique électronique (au-delà du genre électroacoustique), où le séquenceur pilote automatiquement la quasi-totalité des paramètres des instruments musicaux électroniques, rendant le jeu instrumental de l'interprète quasi nul. Elle s'oppose aussi plus directement à la musique préenregistrée sur support (acousmatique, etc.).

## Histoire

### Années 1800–1940

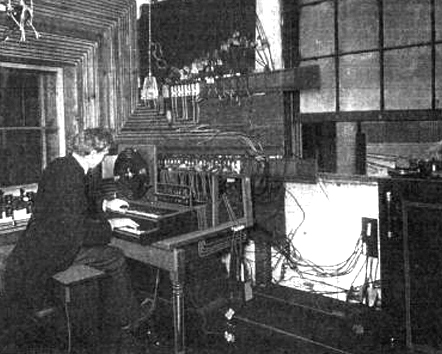
Ce Telharmonium (probablement photographiée à la fin des années 1890) est l'un des premiers orgues électroniques de Thaddeus Cahill, et l'un des premiers instruments électroniques utilisés pour le spectacle vivant.

Les premiers instruments électroniques destinés à l'exécution en direct, tels que le Telharmonium de Thaddeus Cahill (1897) et les instruments développés entre les deux Guerres mondiales, tels que le Thérémine (1919), le Spherophone (1924), les ondes Martenot (1928) et le Trautonium (1929), peuvent être cités comme des antécédents, mais ils étaient simplement conçus comme de nouveaux moyens de production sonore et n'ont en rien modifié la nature de la composition ou de l'exécution musicale.
De nombreuses compositions anciennes incluaient ces instruments électroniques, bien qu'ils fussent généralement utilisés pour remplacer des instruments classiques standard. Le compositeur Joseph Schillinger, par exemple, a composé en 1929 la First Airphonic Suite for Theremin and Orchestra, dont la première a lieu avec l'Orchestre de Cleveland et Leon Theremin en solo. Percy Grainger a utilisé des ensembles de quatre ou six thérémines (de préférence à un quatuor à cordes) pour ses deux premières compositions expérimentales de musique libre (1935-1937) en raison de la liberté totale de hauteur de l'instrument, qui permet de « glisser »,. L'onde Martenot a également été utilisée comme instrument vedette dans les années 1930, et le compositeur Olivier Messiaen l'a utilisée dans la Fête des belles eaux pour six ondes, écrite pour l'Exposition universelle de 1937 à Paris, en France.
Imaginary Landscape No. 1 (1939) de John Cage est l'une des premières compositions à inclure une utilisation innovante de matériel live electronic ; elle met en scène deux platines de phonographe à vitesse variable et des enregistrements de signaux sinusoïdaux. L'intérêt de Cage pour le live electronic se poursuit tout au long des années 1940 et 1950, inspirant la formation d'un certain nombre de groupes de live electronic aux États-Unis qui en sont venus à se considérer comme les pionniers d'une nouvelle forme d'art.

### Années 1950–1960
En Europe, Pierre Schaeffer avait tenté de générer en direct les étapes finales de ses œuvres lors du premier concert public de musique concrète en 1951, avec un succès limité. Cependant, c'est en Europe, à la fin des années 1950 et au début des années 1960, que s'est produite la transition la plus cohérente entre les techniques électroniques de studio et la synthèse en direct. Transición II (1959) de Mauricio Kagel combine deux magnétophones pour la manipulation en direct des sons du piano et des percussions, et à partir de 1964, Karlheinz Stockhausen entame une période de travail intensif avec le live electronic avec trois œuvres, Mikrophonie I et Mixtur (toutes deux en 1964), et Mikrophonie II. Alors que les compositions électroniques en direct antérieures, telles que Cartridge Music (1960) de Cage, utilisaient principalement l'amplification, l'innovation de Stockhausen consistait à ajouter une transformation électronique par filtrage, ce qui effaçait la distinction entre musique instrumentale et musique électronique.
Dans les années 1960, un certain nombre de compositeurs estimaient que la composition en studio, telle que la musique concrète, manquait d'éléments essentiels à la création de musique en direct (live music), tels que la spontanéité, le dialogue, la découverte et l'interaction entre les groupes. De nombreux compositeurs considéraient le développement du live electronic comme une réaction contre « l'éthique largement technocratique et rationaliste de la musique sur bande traitée en studio », qui était dépourvue de la composante visuelle et théâtrale de la performance en direct. Dans les années 1970, le live electronic devient le principal domaine d'innovation de la musique électronique.

### Années 1970–1980
Les années 1970 et 1980 sont marquées par les contributions du musicien électronique Jean-Michel Jarre. Le succès d'Oxygène et les concerts à grande échelle qu'il a donnés attirent des millions de personnes, battant quatre fois son propre record d'audience. En fait, Jarre a continué à battre ses propres records jusqu'à la fin du siècle, 3,5 millions de personnes ayant assisté à Oxygene in Moscow en 1997.

### Années 1990

#### Laptronica

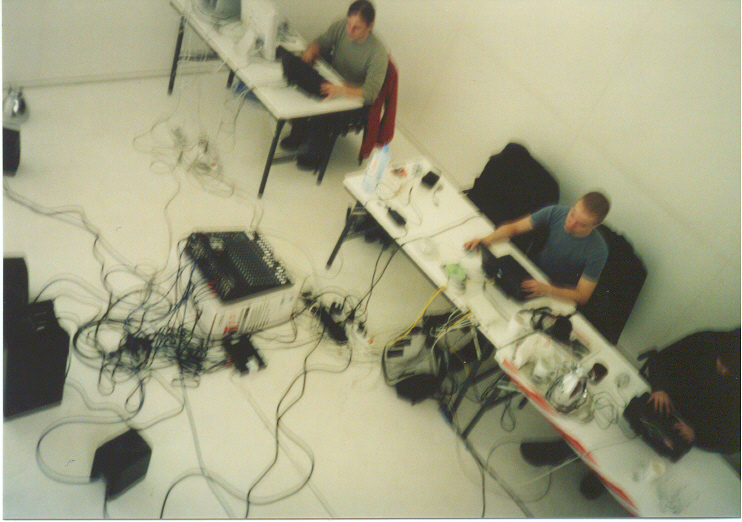
Farmers Manual en 2002, jouant de la laptronica.

La laptronica est une forme de live electronic music ou de computer music dans laquelle des ordinateurs portables sont utilisés comme instruments de musique. Le terme est le fruit de la fusion de laptop computer (ordinateur portable) et de electronica (musique électronique). Le terme connait une certaine popularité dans les années 1990 et est important en raison de l'utilisation d'ordinateurs très puissants mis à la disposition des musiciens sous une forme très portable, et donc dans le cadre de performances en direct. De nombreuses formes sophistiquées de production, de manipulation et d'organisation du son (qui n'étaient jusqu'alors disponibles que dans les studios ou les institutions universitaires) sont devenues accessibles en direct, en grande partie par des musiciens plus jeunes influencés par des formes de musique populaire expérimentale et intéressés par le développement de ces formes.

#### Live coding
Le live coding  (parfois appelé « programmation à la volée ») est une pratique de programmation centrée sur l'utilisation de la programmation interactive improvisée. Le codage en direct est souvent utilisé pour créer des médias numériques basés sur le son et l'image, et est particulièrement répandu dans la musique assistée par ordinateur, combinant la composition algorithmique avec l'improvisation.